# Pristimantis conspicillatus
Pristimantis conspicillatus är en groddjursart som först beskrevs av Günther 1858.  Pristimantis conspicillatus ingår i släktet Pristimantis och familjen Strabomantidae. IUCN kategoriserar arten globalt som livskraftig. Inga underarter finns listade i Catalogue of Life.